# Берег Лубе
Берег Лубе (фр. Terre Loubet) — частина західного узбережжя Землі Ґреяма на Антарктичному півострові, простягається на 158 км між мисом Беллу на північному сході та Буржуазним фіордом на південному заході. На південь від берега Лубе знаходиться берег Фальєра, на північ — Берег Греяма.
Узбережжя названо на честь Еміля Лубе, президента Франції, під час дослідження місцевості Французькою антарктичною експедицією під керівництвом Жана-Батиста Шарко в січні 1905 року.